# Pink Panther (lik)
Pink Panther je izmišljeni lik iz crtanih filmova koji se prvo pojavio kao crtani lik na uvodnoj i završnoj špici serije filmova o inspektoru Clouseau pod imenom „Pink Panther“ iz 60-ih godina 20. stoljeća. Poznat je kao Nathu i Pangu u istočnom i južnom dijelu Azije, Paulchen Panther u Njemačkoj i Пинко розовата пантера u Bugarskoj. 
Osim u filmovima i crtanim filmovima, Pink Panther se pojavljuje u reklami tvrtke Owens Corning, kao maskota tvrtke Sweet'n Low te u slot igri dostupnoj u online kasinima.